# 히파크로사우루스
히파크로사우루스(Hypacrosaurus)는 중생대 백악기 후기(약 7,500만년 전~6,500만년 전)에 서식한 초식공룡이다. 학명은 '아주 높은 도마뱀'이라는 의미를 갖고 있다. 전체 몸 길이는 약 7m~9m, 체중은 3t~4t가량 되는 것으로 추정된다. 화석은 미국과 캐나다에서 발견되었다.

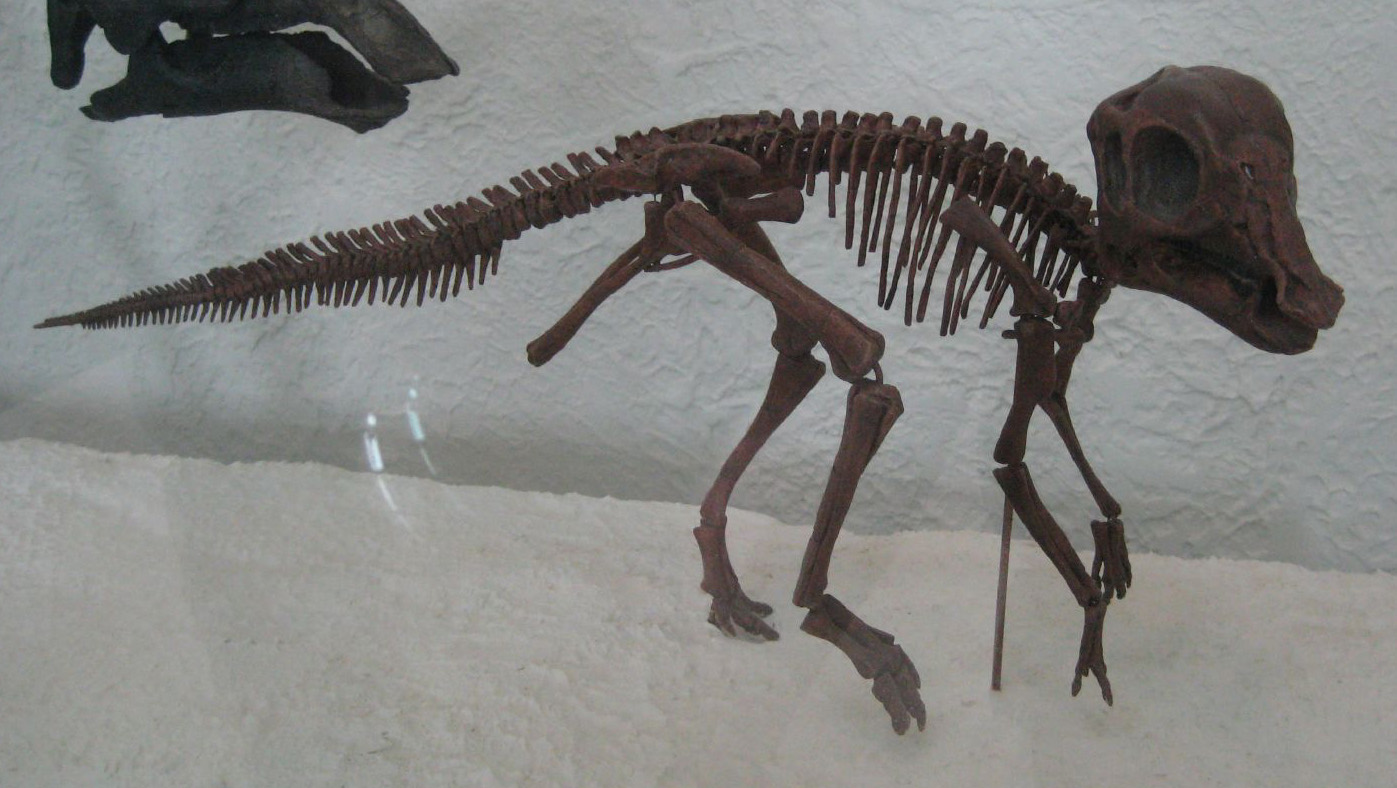
골격
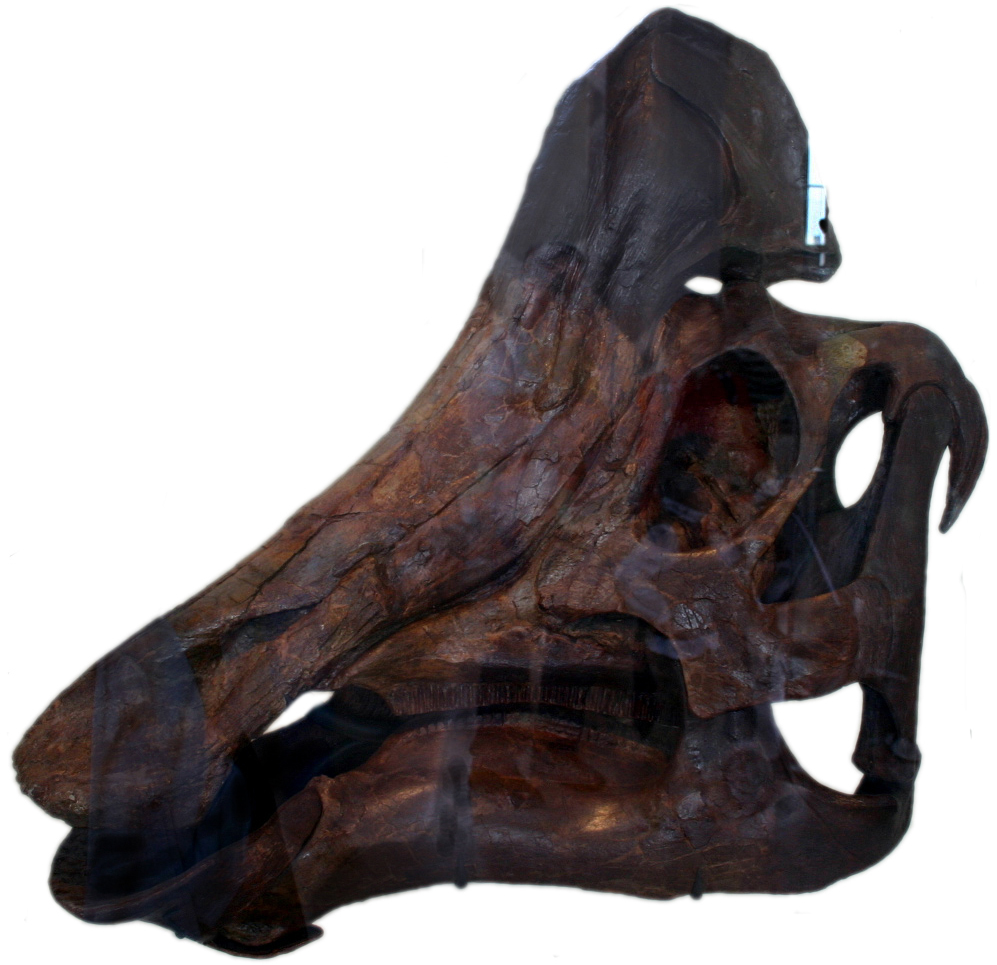
두개골
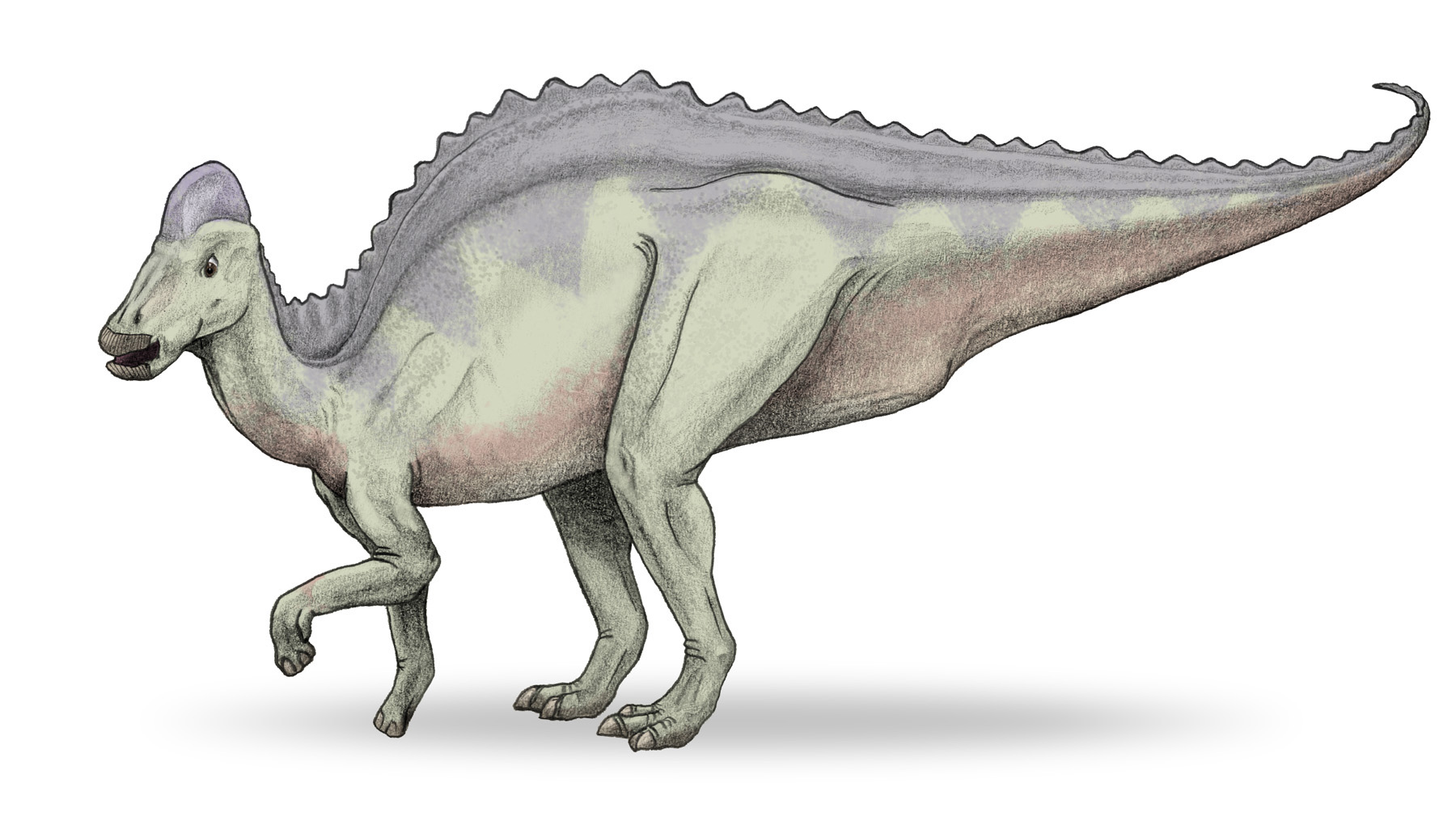
상상도